# ألان غيلبرت
ألان غيلبرت (بالإنجليزية: Alan Gilbert)‏ هو موزع أمريكي، ولد في 23 فبراير 1967 في نيويورك في الولايات المتحدة.

## وصلات خارجية
- الموقع الرسمي
- ألان غيلبرت على موقع IMDb (الإنجليزية)
- ألان غيلبرت على موقع الموسوعة البريطانية (الإنجليزية)
- ألان غيلبرت على موقع مونزينجر (الألمانية)
- ألان غيلبرت على موقع ميوزك برينز (الإنجليزية)
- ألان غيلبرت على موقع أول ميوزيك (الإنجليزية)
- ألان غيلبرت على موقع ديسكوغز (الإنجليزية)
- ألان غيلبرت على موقع قاعدة بيانات الفيلم (الإنجليزية)